# Weigelstown
 (août 2025).
Weigelstown est une census-designated place située dans le comté de York, dans l’État de Pennsylvanie, aux États-Unis. Lors du recensement de 2020, elle compte 15 136 habitants.